# Burg Hochhaus
Die Burg Hochhaus ist die Ruine einer ursprünglich hochmittelalterlichen Höhenburg auf 555,2 m ü. NN über dem Kartäusertal, am Rand des Rieskraters bei Hohenaltheim in Schwaben im Landkreis Donau-Ries. Die stark einsturzgefährdete Burgruine liegt innerhalb einer großflächigen älteren Wallanlage, etwa einen Kilometer von der Nachbarburg Niederhaus.

## Geschichte
Die Burg dürfte um 1200 als Stammsitz einer Seitenlinie der edelfreien Familie von Hürnheim angelegt worden sein, die sich in der Folge nach der Burg benannte (de alta domo, also zum oder vom Hohen Haus). 1236 wird Rudolf I. von Hochhaus als Zeuge einer Beurkundung genannt.
1347 wird die Anlage durch Konrad II. für 3000 Pfund an die Grafen von Oettingen-Oettingen  verkauft. Der letzte der Herren vom Hochhaus stirbt 1353 ohne Erben, was ein Grund für den Verkauf der Burg gewesen sein dürfte. Die Grafen nutzen die Burg als Amtssitz, der im 15. und 16. Jahrhundert modernisiert und wehrtechnisch verstärkt wird.
1719 wird die alte Burganlage schließlich zum Schloss ausgebaut, die Befestigungsanlagen und der alte Palas bleiben aber im Wesentlichen erhalten. Dieser Schlossbau brennt 1749 nieder, ein Wiederaufbau unterbleibt.
Zwischen 1787 und 1792 ist auf Hochhaus der Journalist und Aufklärer Wilhelm Ludwig Wekhrlin inhaftiert. Er verfasst in Haft Artikel für seine politischen Zeitschriften Das graue Ungeheur, Hyperboreische Briefe und Paragrafen.
Der alte Palas wird noch bis 1807 als Amtshaus der Linie Oettingen-Wallerstein weiterbenutzt und danach ebenfalls dem Verfall überlassen. Dieser Verfall wurde aus romantischen Motiven heraus absichtlich beschleunigt, die Burgruine sollte – wie die Nachbarburg Niederhaus – als  pittoreske Landschaftsstaffage im Karthäusertal dienen. Dennoch ist die Ruine offenbar noch längere Zeit bewohnt: Im Jahr 1839 gewährt der Rat der Stadt Nördlingen der Hofrätin Helene le Bret vom Hochhaus die Übersiedlung in die Stadt.
In den sechziger Jahren des zwanzigsten Jahrhunderts wurde die Kontereskarpe des Halsgrabens gesichert (bereits teilweise wieder eingestürzt), sonstige Erhaltungsmaßnahmen an der Bausubstanz sind nicht feststellbar.

## Beschreibung
Der Hochhauser Berg ist durch umfangreiche Abschnittsbefestigungen verschiedener Zeitstellung bewehrt. Etwa 300 Meter vor dem Halsgraben der eigentlichen Burg ist das Plateau durch einen etwa 200 Meter langen Wallgraben vom Hinterland abgeriegelt, dazwischen liegt eine weitere Grabenanlage. Der mittlere Graben zieht sich teilweise den Hang hinab, möglicherweise lag die Vorburg des Hochhauses hinter diesem Graben, bauliche Reste oder Geländespuren haben sich nicht erhalten.
Die Außenwand (Kontereskarpe) des Halsgrabens ist teilweise gemauert, dahinter erheben sich die wenigen Reste des barocken, vierflügeligen Schlossbaues über der alten Ringmauer.
Der Grundriss der Hauptburg ist ein unregelmäßiges Viereck von etwa 60 × 70 Meter Umfang. Westlich vor den geringen Schlossresten liegt der dreigeschossig erhaltene alte Palas (Einsturzgefahr) mit seinen großen Fensteröffnungen. Südlich schließt sich der Torzwinger an, hier finden sich noch die Reste eines Flankierungsturms, das Haupttor ist verschwunden.
Der am besten erhaltene Teil des ehemaligen Schlossbaues ist der schlanke, südwestliche Eckturm, dem ein niedriger, länglicher Geschützturm vorgelagert ist.
Einen guten Eindruck der Burg- und Schlossanlage vor ihrem Verfall geben zwei erhaltene Ölgemälde (um 1750/60), die heute auf der Burg Harburg aufbewahrt werden. Das eine zeigt die Anlage von Nordwesten, das andere die Südwestansicht. Der Hauptbau des Schlosses trug nach diesen Gemälden ein Fachwerkobergeschoss mit einem steinernen oder verputzten Türmchen, die niedrigeren Seitenflügel waren von kleinen Schweifgiebeln bekrönt. Der schlanke Eckturm reichte bis zum Dachfirst des Hauptbaues.
Es besteht Einsturzgefahr, wesentliche Bauteile können von außen besichtigt werden.

## Fotos

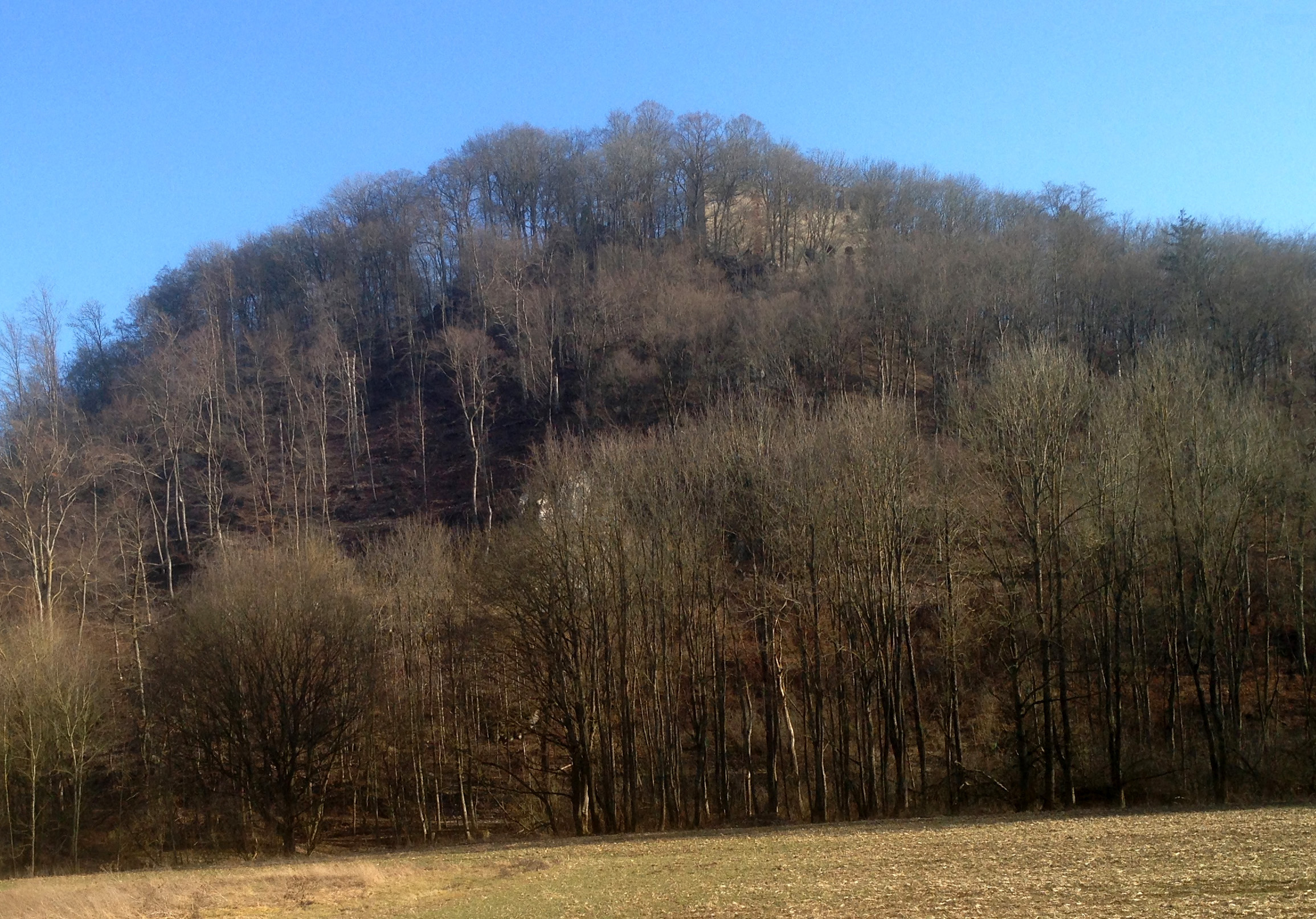
Wenn die Bäume kein Laub tragen, kann man die Ruine im Wald erkennen
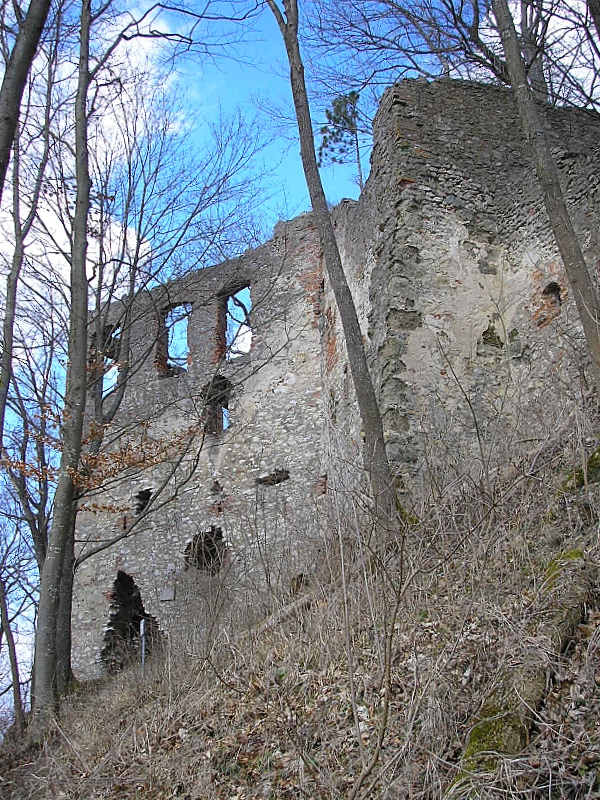
Südwestteil der Burg mit dem Palas und dem Torbau (rechts)
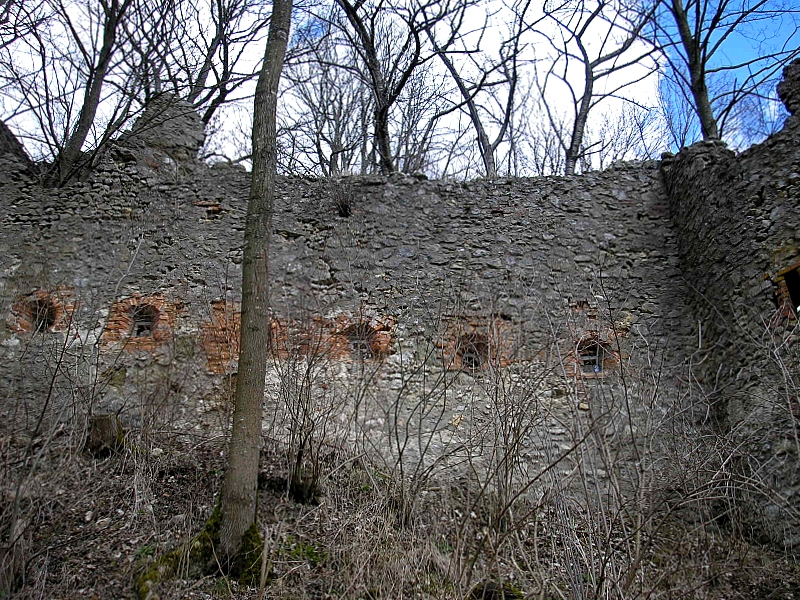
Torzwinger im Südwesten
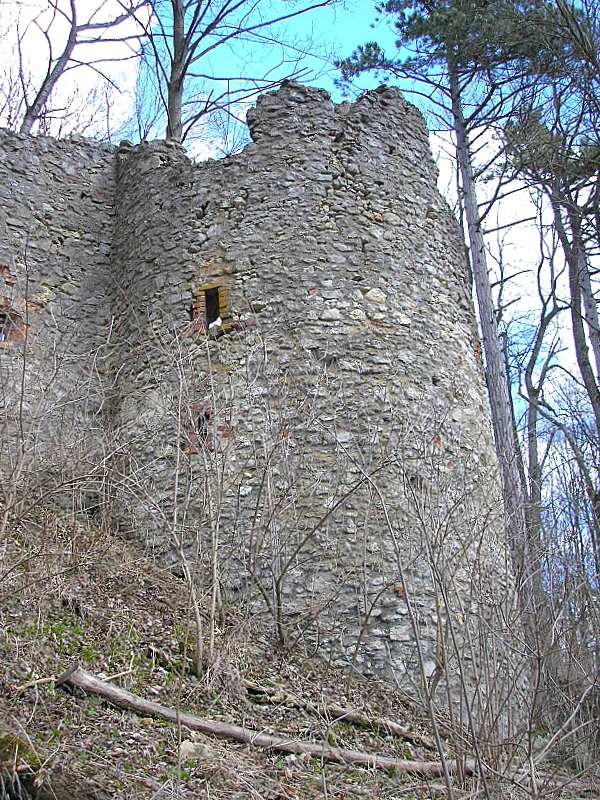
Halbrundturm des Torzwingers
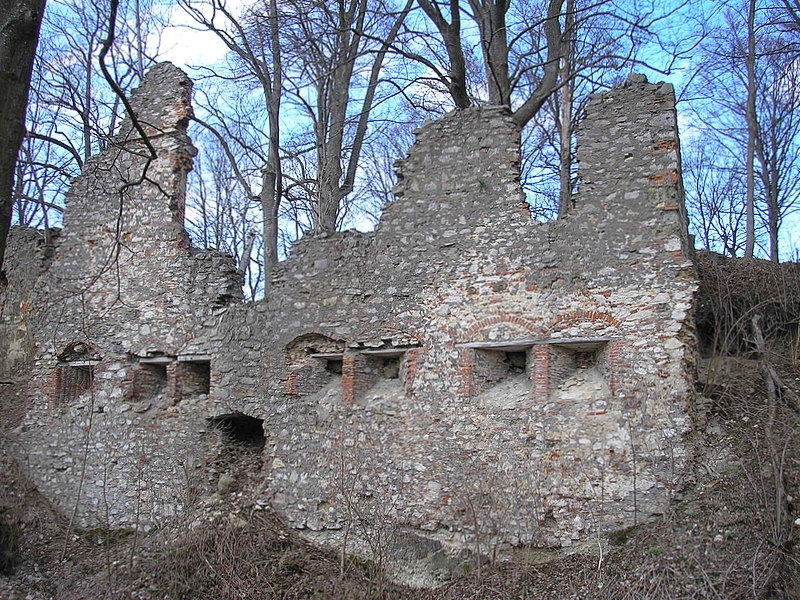
Kasematten im Süden neben dem Torzwinger
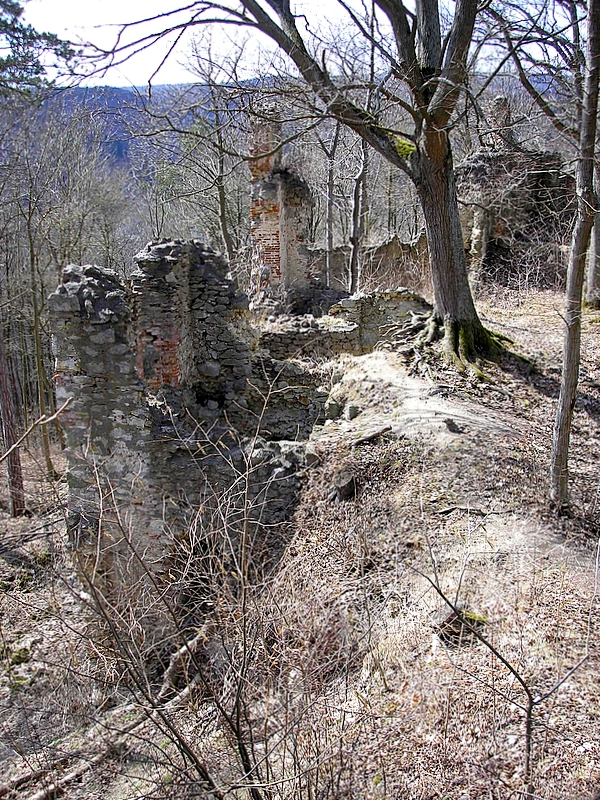
Blick über die Kasematten nach Westen
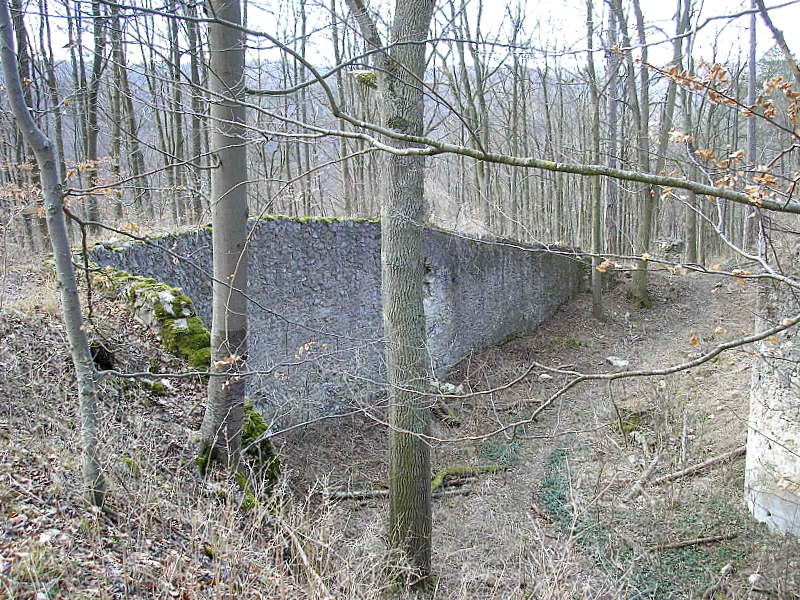
Der ausgemauerte Halsgraben nach Südwesten
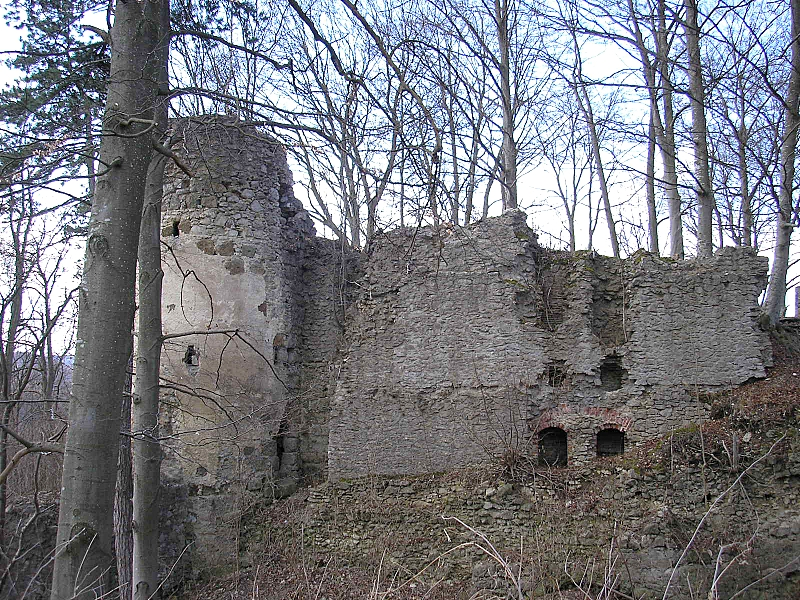
Südostturm mit dem nach Norden anschließenden Mauerzug
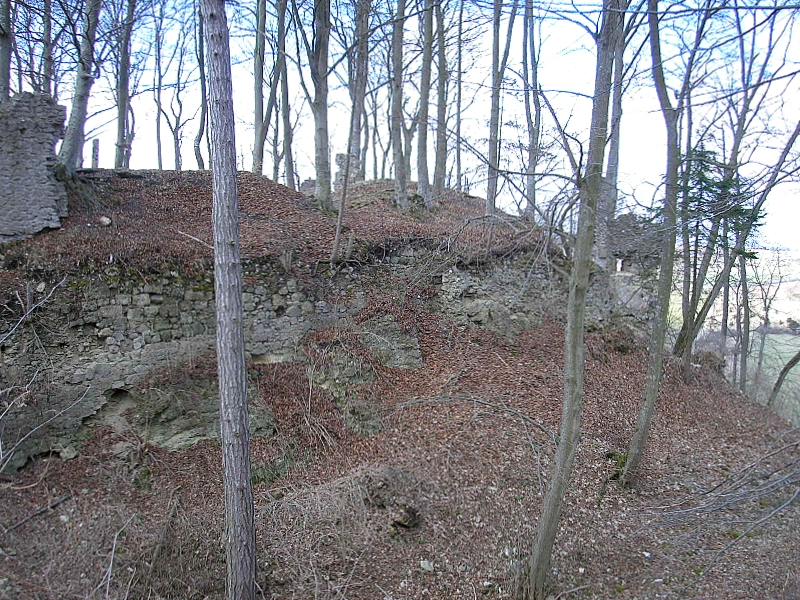
Nordostteil der Burg über den Graben
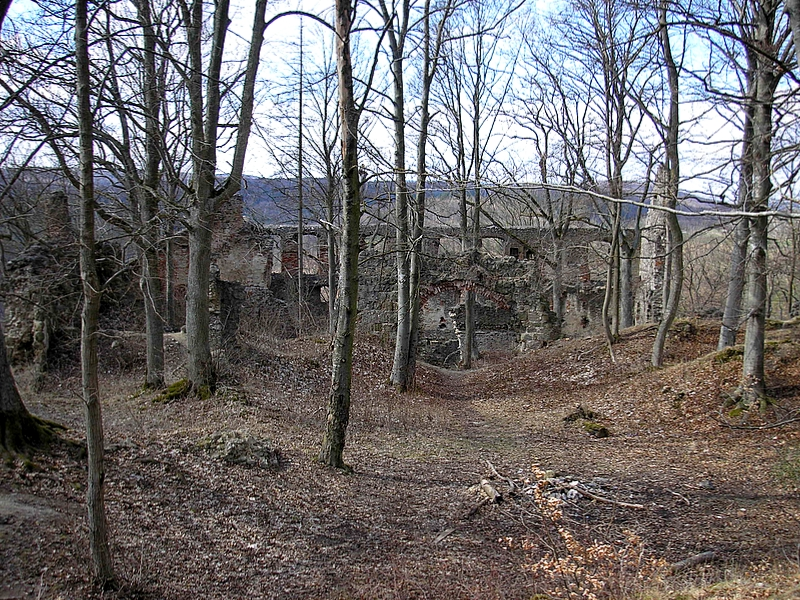
Burghof nach Westen. Im Hintergrund der Palas
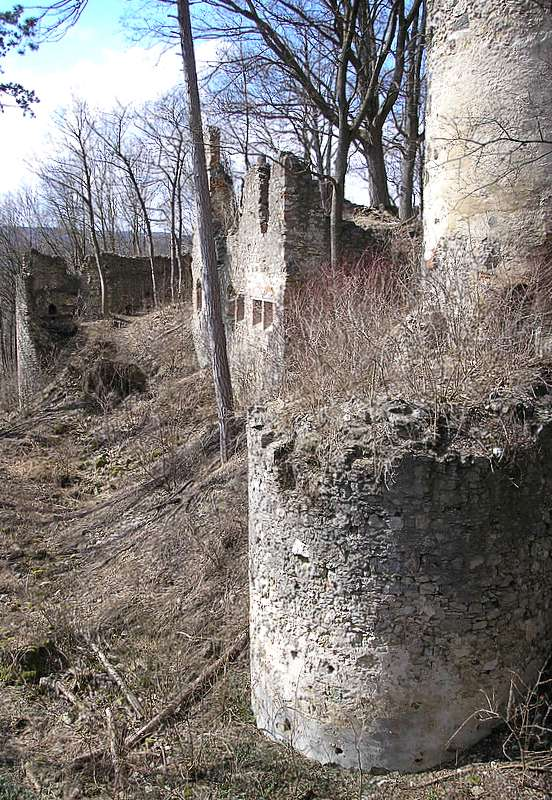
Südseite mit den Resten des Schloßbaues